# Sotos de la Albolafia
Sotos de la Albolafia è una piccola riserva naturale che si trova sul fiume Guadalquivir nel punto di passaggio per la città di Cordova, tra il ponte romano e il ponte di San Raffaele.
Nella riserva nidificano un gran numero di specie di uccelli (se ne sono contate finora un totale di 120), tra cui l'airone guardabuoi, la sgarza ciuffetto, il pollo sultano e ogni tanto il mignattaio. Alcune di queste specie sono molto rare in Spagna, ed è insolito che esse siano ospitate in una piccola riserva appena superiore ai due ettari, tra l'altro a diretto contatto con una città di oltre 300 000 abitanti. La vegetazione è composta di salici, pioppi, oleandri, ammofile e altri.
All'interno della riserva vi sono inoltre alcuni antichi mulini ormai in rovina, un tempo utilizzati per sfruttare la forza della corrente, tra i quali il Mulino dell'Albolafia, che ha dato il nome alla riserva.

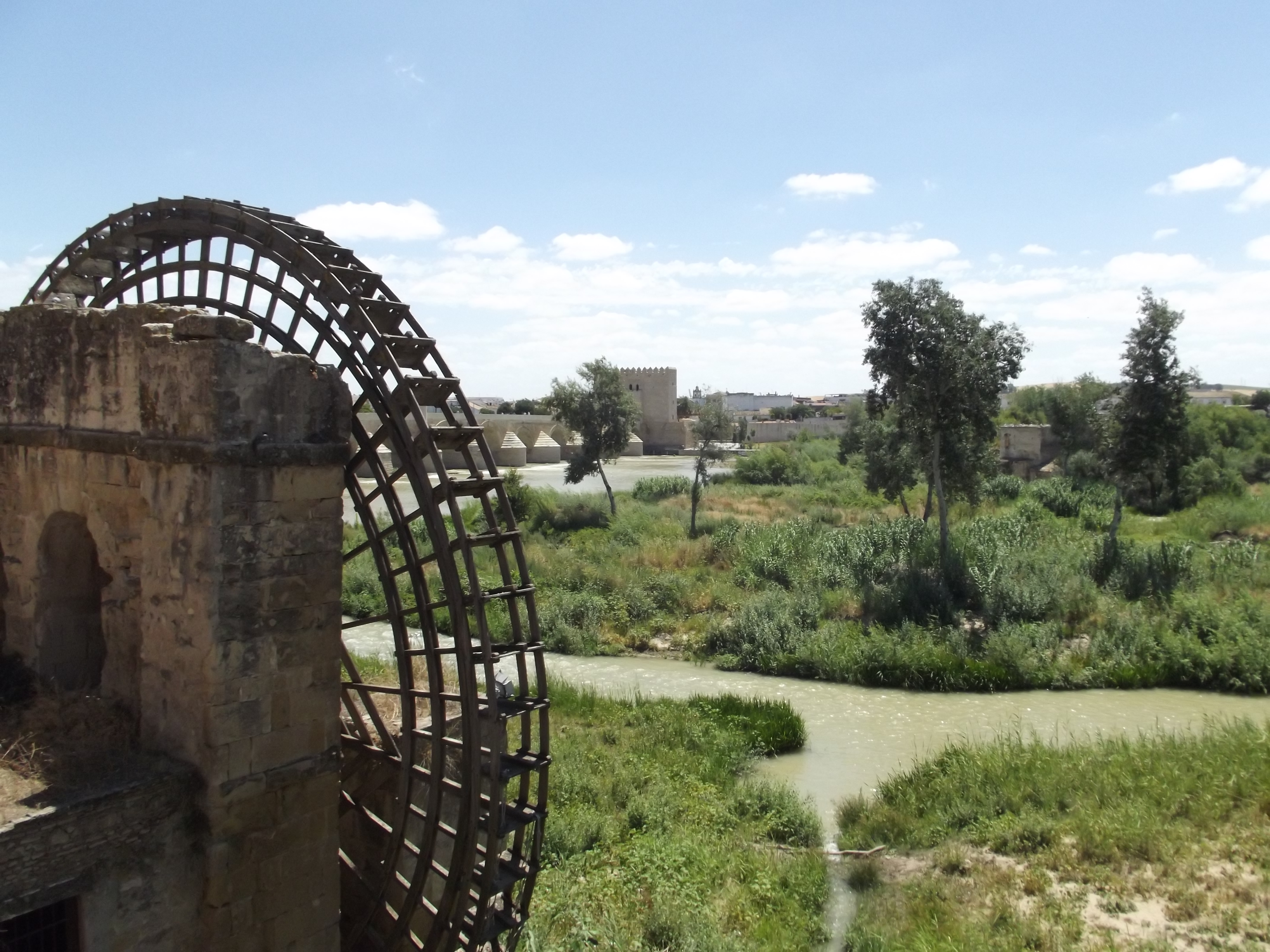
Il mulino dell'Albolafia e una parte della riserva naturale